# Кошарава
Кошарава (пол. Koszarawa) — село в Польщі, у гміні Кошарава Живецького повіту Сілезького воєводства.
Населення — 2468 осіб (2011).
У 1975-1998 роках село належало до Бельського воєводства.

## Демографія
Демографічна структура станом на 31 березня 2011 року:
|          | Загалом | Допрацездатний вік | Працездатний вік | Постпрацездатний вік |
| -------- | ------- | ------------------ | ---------------- | -------------------- |
| Чоловіки | 1229    | 266                | 846              | 117                  |
| Жінки    | 1239    | 235                | 731              | 273                  |
| Разом    | 2468    | 501                | 1577             | 390                  |